# Gynoplistia (Gynoplistia) pallidistigma
Gynoplistia (Gynoplistia) pallidistigma is een tweevleugelige uit de familie steltmuggen (Limoniidae). De soort komt voor in het Australaziatisch gebied.